# 6mm Lee Navy

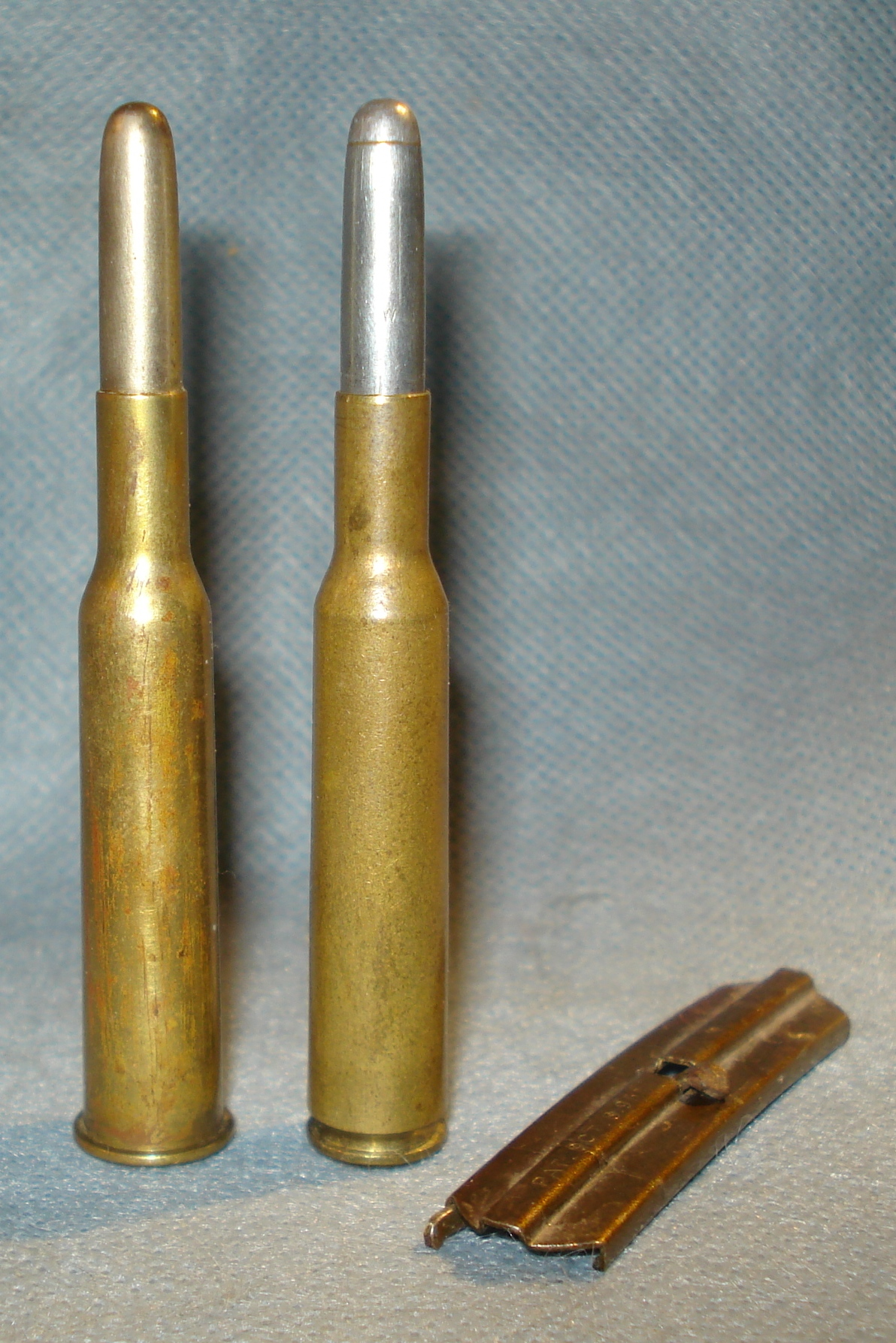
Dois exemplares do 6mm Lee Navy, com e sem aro e um clip de carregador.

O 6mm Lee Navy (ou 6×60mmSR), também conhecido como 6mm U.S.N. ou ainda .236 Navy, é um cartucho de fogo central de rifle americano obsoleto. Foi o cartucho de serviço da Marinha e do Marine Corps dos Estados Unidos de 1895 (substituindo o cartucho .45-70) até 1899, quando foi substituído pelo .30-40 Krag. Foi o primeiro cartucho de pólvora sem fumaça de alta velocidade de pequeno calibre a ser adotado por qualquer serviço militar.